# Décembre 1964

## Évènements
- Un million de chômeurs en Italie. Plan de rétablissement d'Aldo Moro (fin en 1965).
- 1er décembre : Gustavo Díaz Ordaz, président de la République de Mexique.
- 8 décembre : création d'une Union Douanière et Économique d'Afrique centrale (UDEAC) réunissant les anciennes colonies d'Afrique-Équatoriale française (Congo-Brazzaville, Cameroun, Gabon, République centrafricaine, Tchad) pour préparer un futur marché commun (CEMAC en 1999).
- 12 décembre : début de la présidence de Jomo Kenyatta, au Kenya (fin en 1978). Le Kenya devient une république parlementaire et centralisée.
- 15 décembre : 
  - Adoption du drapeau du Canada.
  - La NASA lance le premier satellite italien, le San Marco.
- 17 décembre : acte d'indépendance de la Gambie[1].
- 19 décembre, France : transfert des cendres de Jean Moulin au Panthéon, célèbre discours d'André Malraux[2].
- 28 décembre : démission d'Antonio Segni. Giuseppe Saragat est élu président de la République italienne.

## Naissances
- 2 décembre : David Pujadas, journaliste français.
- 3 décembre : Darryl Hamilton, joueur de baseball américain († 21 juin 2015).
- 4 décembre : Sertab Erener, chanteuse turque.
- 6 décembre : Roddie Haley, athlète américain spécialisé du 400 mètres († 17 février 2022).
- 8 décembre : 
  - Teri Hatcher, actrice américaine (série : Desperate Housewives).
  - Jean-Louis Billon, homme politique ivoirien.
- 9 décembre : Paul Landers, guitariste (rythmique) biélorusse du groupe allemand Rammstein.
- 12 décembre : Elizabeth Salguero, femme politique et militante bolivienne.
- 13 décembre : 
  - Hideto Matsumoto, dit hide, chanteur et guitariste japonais († 2 mai 1998).
  - Arturs Krišjānis Kariņš, politicien letton.
  - Azer Zeynalov, chanteur d'opéra azerbaïdjanais.
- 15 décembre : Christophe Carrière, journaliste et écrivain français.
- 16 décembre : 
  - Heike Drechsler, athlète allemande.
  - Anfisa Reztsova, fondeuse et biathlète russe († 19 octobre 2023).
- 18 décembre : 
  - Pierre Nkurunziza, personnalité politique burundaise, président de la République du Burundi de 2005 à 2020 († 8 juin 2020).
  - Stone Cold Steve Austin, catcheur américain.
- 19 décembre :
  - Béatrice Dalle, actrice française.
  - Francis Letellier, journaliste français.
- 22 décembre : Lee Jae-myung, homme politique sud-coréen.
- 24 décembre : Miossec, auteur-compositeur-interprète français.
- 28 décembre : Moïse Katumbi, homme politique congolais et Président du TP Mazembe.
- 29 décembre : Michael Cudlitz, acteur américain.
- 31 décembre : Virginia Rodrigues, chanteuse brésilienne.

## Décès
- 11 décembre :
  - Sam Cooke, chanteur américain de rhythm and blues (° 22 janvier 1931).
  - Alma Mahler, née Schindler, artiste, compositrice et peintre d'origine autrichienne († 31 août 1879).
- 12 décembre : Boris Karlov, accordéoniste bulgare.
- 14 décembre : 
  - Léon Mundeleer, homme politique belge (° 6 avril 1885).
  - Roland Beaudry, journaliste et homme politique fédéral provenant du Québec.